# Ichthyscopus
Ichthyscopus is een geslacht van straalvinnige vissen uit de familie van sterrenkijkers (Uranoscopidae).

## Soorten
- Ichthyscopus barbatus Mees, 1960
- Ichthyscopus fasciatus Haysom, 1957
- Ichthyscopus insperatus Mees, 1960
- Ichthyscopus lebeck (Bloch & Schneider, 1801)
- Ichthyscopus malacopterus (Anonymous Bennett, 1830)
- Ichthyscopus nigripinnis Gomon & Johnson, 1999
- Ichthyscopus sannio Whitley, 1936
- Ichthyscopus spinosus Mees, 1960